# 鲁贝利塔
鲁贝利塔是巴西米纳斯吉拉斯州的一个市镇。总面积1109.229平方公里，总人口8299人，人口密度7.5人/平方公里。